# Хлібне (Джанкойський район)
Хлі́бне (до 1948 року — Сиртки́-Аджи́-Ахма́т, крим. Sırtqı Acı Ahmat) — село Джанкойського району Автономної Республіки Крим. Населення становить 94 особи. Орган місцевого самоврядування — Табачненська сільська рада. Розташоване на південному сході району.

## Географія
Хлібне — маленьке село в східній частині району, в степовому Криму, на лівому березі впадаючої в Сиваш безіменної річки (зараз — колектор Північнокримського каналу), висота над рівнем моря — 9 м. Сусідні села: Світле за 3,5 км на схід, Табачне за 2,8 км на південь і Бай-Кончек за 3,5 км на південний захід. Відстань до райцентру — близько 28 кілометрів, найближча залізнична станція — Азовська (на лінії Джанкой-Феодосія) — близько 8 км.

## Історія
Перша документальна згадка села зустрічається в Камеральному Описі Криму … 1784 року, судячи з якого, в останній період Кримського ханства Гаджи Аймат входив в Насивський кадилик Карасубазарського каймакамства. Після анексії Криму Російською імперією, на території колишнього Кримського Ханства була утворена Таврійська область і село була приписане до Перекопського повіту.
За Відомостями про всіх селища в Перекопському повіті … від 21 жовтня 1805 року, в селі Сирт-Аджи-Ахмат значилося 11 дворів і 61 мешканець, всі кримські татари. На військово-топографічній карті 1817 село Сиртки Чакмак позначене з 11 дворами. Після реформи волосного поділу 1829 року Сиртки-Аджи-Агмат віднесли до Башкирицької волості . Потім, мабуть, внаслідок еміграції кримських татар село помітно спорожніло і на мапі 1842 року позначене умовним знаком «мале село», тобто, менше 5 дворів.
У 1860-х роках, після земської реформи Олександра II, село приписали до Байгончецької волості. В  «Списку населених місць Таврійської губернії за відомостями 1864 року» , складеному за результатами VIII ревізії 1864 року, Сиртки-Аджи-Агмат — власницьке село, з 1 двором, 5 жителями і мечеттю при колодязях. Згідно «Пам'ятної книги Таврійської губернії за 1867 рік», село було покинуте мешканцями в 1860—1864 роках, в результаті еміграції кримських татар, особливо масової після Кримської війни 1853—1856 років, в Туреччину та  залишалася в руїнах, але на триверстовій мапі 1865—1876 року в селі Сиртки-Аджи-Агмат відзначені 6 дворів. Мабуть, потім село знову спорожніло, і була заселене німецькими і російськими поселенцями в 1890-х роках, оскільки знову згадується тільки в «… Пам'ятній книзі Таврійської губернії за 1900 рік», згідно з якою в селищі Сиртки-Агмат, приписаного до Ак-Шейхської волості записали 50 жителів в 6 домогосподарствах. В  Статистичному довіднику Таврійської губернії 1915 року, в Ак-Шейхській волості Перекопського повіту значиться хутір Сертки-Аджи-Агмат  з населенням 55 чоловік.
Після радянської окупації, за постановою Кримревкома від 8 січня 1921 року № 206 «Про зміну адміністративних кордонів» була скасована волосна система і в складі Джанкойського повіту був створений Джанкойський район. У 1922 році повіти перетворили в округу. Згідно Списку населених пунктів Кримської АРСР за Всесоюзним переписом від 17 грудня 1926 року, село Сертки-Аджи-Агмат, з населенням 123 людини, з яких було 46 німців, входило до складу Ак-Шейхської сільради Джанкойського району . Після утворення в 1935 році Колайського району село включили до його складу. Незабаром після початку Німецько-радянської війни, 18 серпня 1941 року німці з села були виселені, спочатку в Ставропольський край, а потім в Сибір і північний Казахстан.
Після звільнення Криму від німців в квітні 12 серпня 1944 року було прийнято постанову № ГОКО-6372с «Про переселення колгоспників в райони Криму» та у вересні 1944 року в Азовський район Криму приїхали перші новосели (162 сім'ї) з Житомирської області, а на початку 1950-х років пішла друга хвиля переселенців з різних областей України. Указом Президії Верховної Ради Російської РФСР від 18 травня 1948 року, Аджи Агмат перейменували в Хлібне.
Указом Президії Верховної Ради УРСР «Про укрупнення сільських районів Кримської області», від 30 грудня 1962 года Азовський район був скасований і село приєднали до Джанкойського.